# Micrurus renjifoi
Micrurus renjifoi là một loài rắn trong họ Rắn hổ. Loài này được Lamar mô tả khoa học đầu tiên năm 2003.